# Étude op. 25, no 1 de Chopin

Incipit de l'étude.

L'Étude op. 25, no 1 de Chopin en la bémol majeur est une étude pour piano composée par Frédéric Chopin en 1836, et publiée en 1837. L'œuvre est entièrement constituée d'arpèges rapides et de modulations harmoniques basées sur le la bémol majeur.
Robert Schumann a fait l'éloge de cette œuvre dans une dissertation sur les Études ; la qualifiant de « poème plutôt que d'étude », il lui a donné le nom alternatif de Harpe éolienne (en référence à l’instrument dans lequel le vent fait jouer des arpèges rapides). Elle est aussi parfois connue sous le nom de Le Berger, à la suite d'un récit non corroboré de Kleczyński selon lequel Chopin aurait conseillé à un élève d'imaginer un berger se réfugiant dans une grotte pour éviter un orage en jouant la mélodie à la flûte.

## Structure
Cette étude comprend une mélodie de la main droite et une ligne de basse de soutien, l'accompagnement étant constitué d'accords brisés, fournis par les voix intérieures des deux mains, généralement en tuplets de doubles croches. La main gauche introduit de temps en temps des polyrythmes. La mélodie principale est présentée par la main droite sur la première note de chaque groupe de sextuplés, avec des contre-mélodies occasionnelles fournies par les voix intérieures.
Le thème distinctif est présenté en la bémol majeur. Par le biais de modulations métamorphiques vers des tonalités proches, il arrive finalement à un bref épisode dans la tonalité éloignée de la majeur, mais culmine avec un point culminant intense dans la tonalité d'origine, et une référence momentanée au matériau thématique original, qui s'écoule facilement dans la coda.

## Technique
D'un point de vue technique, la pièce exige de la dextérité pour jouer les six-tuples assez rapidement, et pour être capable de déplacer la main sur des intervalles aussi grands qu'une treizième au milieu. Les figures de la voix intérieure consistent en des figures répétées d'accords arpégés. Schumann a commenté l'accent subtil mis par Chopin sur certaines mélodies tout au long de ce morceau. L'une des difficultés que présente l'étude est l'harmonisation des contre-mélodies intérieures. Les trois études annotées de Leopold Godowsky sur cette étude exploitent cet aspect de la pièce et présentent également à l'étudiant d'autres possibilités dans l'original de Chopin.